# Liste des champions du Super Bowl
Le Super Bowl est le match annuel de football américain qui détermine le champion de la National Football League (NFL). Ce match conclut une saison qui commence l'année civile précédente et met un terme aux matchs de séries éliminatoires de la NFL saison.
Le Trophée Vince Lombardi est décerné au gagnant.
La compétition se déroule dans une ville américaine, choisie trois à quatre ans à l'avance, généralement dans des sites au climat chaud ou dans des stades équipés d'un dôme.
Depuis janvier 1971, le vainqueur de la finale de l'American Football Conference (AFC) affronte le vainqueur de la finale de conférence de la National Football Conference (NFC).
Avant que les deux ligues ne fusionnent en 1970, l'American Football League (AFL) et la National Football League (NFL), se sont rencontrées lors de quatre de ces compétitions. Les deux premières ont été commercialisés sous le nom de « match de championnat du monde AFL-NFL », mais ont également été appelés familièrement « le match du Super Bowl » lors de la diffusion télévisée. Le Super Bowl III de janvier 1969 est le premier match de ce type à porter le surnom de « Super Bowl » dans le marketing officiel ; les noms « Super Bowl I » et « Super Bowl II » ne leur ont été décernés que rétroactivement.
Un total de 20 franchises, y compris des équipes qui ont déménagé dans une autre ville ou changé de nom, ont remporté le Super Bowl. Il y a quatre équipes de la NFL qui n'ont jamais participé au Super Bowl : les Browns de Cleveland, les Lions de Détroit, les Jaguars de Jacksonville et les Texans de Houston, bien que les Browns (1950, 1954, 1955, 1964) et les Lions (1935, 1952, 1953, 1957) aient remporté les finales de la NFL de la saison 1996 avant la création du Super Bowl.
Les Dolphins de 1972 ont clôturé la seule saison parfaite de l'histoire de la NFL avec leur victoire au Super Bowl VII. Seules deux franchises ont remporté le Super Bowl en l'accueillant dans leur stade d'origine : les Buccaneers de Tampa Bay lors du Super Bowl LV et les Rams de Los Angeles lors du Super Bowl LVI.

## Palmarès

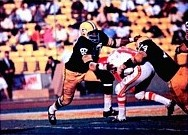
Le premier match de championnat du monde AFL-NFL (Super Bowl I) s'est conclu par la victoire des Packers sur les Chiefs.

Les nombres entre parenthèses dans le tableau correspondent au nombre d'apparitions au Super Bowl à la date de ce Super Bowl et sont utilisés comme suit :
- Les colonnes Vainqueurs et Finalistes indiquent le nombre de fois que cette équipe est apparue dans un Super Bowl ainsi que le record du Super Bowl de chaque équipe respective à ce jour ;
- La colonne Stade indique le nombre de fois où le stade a accueilli un Super Bowl ;
- La colonne Ville indique le nombre de fois où la région métropolitaine a accueilli un Super Bowl.

| (1966–1969)                    | (1970–présent)                     |
| ------------------------------ | ---------------------------------- |
| National Football League (NFL) | National Football Conference (NFC) |
| NFL championn (4, 2-2)         | NFC championN (54, 27-27)          |
| American Football League (AFL) | American Football Conference (AFC) |
| AFL championa (4, 2-2)         | AFC championA (54, 27-27)          |

| Numéro  | Date             | Vainqueur                                     | Score      | Finaliste                                        | Stade                             | Ville                               | Assistance | Arbitre         | Référence |
| ------- | ---------------- | --------------------------------------------- | ---------- | ------------------------------------------------ | --------------------------------- | ----------------------------------- | ---------- | --------------- | --------- |
| I       | 15 janvier 1967  | Packers de Green Bayn (1, 1-0)                | 35–10      | Chiefs de Kansas Citya (1, 0-1)                  | Los Angeles Memorial Coliseum     | Los Angeles, Californie.            | 61 946     | Norm Schachter  | ,         |
| II      | 14 janvier 1968  | Packers de Green Bayn (2, 2-0)                | 33–14      | Raiders d'Oaklanda (1, 0-1)                      | Miami Orange Bowl                 | Miami, Floride                      | 75 546     | Jack Vest       | ,         |
| III     | 12 janvier 1969  | Jets de New Yorka (1, 1-0)                    | 16–7       | Colts de Baltimoren (1, 0-1)                     | Miami Orange Bowl (2)             | Miami, Floride (2)                  | 75 389     | Tom Bell        | ,         |
| IV      | 11 janvier 1970  | Chiefs de Kansas Citya (2, 1-1)               | 23–7       | Vikings du Minnesotan (1, 0-1)                   | Tulane Stadium                    | La Nouvelle-Orléans, Louisiane      | 80 562     | John McDonough  | ,         |
| V       | 17 janvier 1971  | Colts de BaltimoreA (2, 1-1)                  | 16–13      | Cowboys de DallasN (1, 0-1)                      | Miami Orange Bowl (3)             | Miami, Floride (3)                  | 79 204     | Norm Schachter  | ,         |
| VI      | 16 janvier 1972  | Cowboys de DallasN (2, 1-1)                   | 24–3       | Dolphins de MiamiA (1, 0-1)                      | Tulane Stadium (2)                | La Nouvelle-Orléans, Louisiane (2)  | 81 023     | Jim Tunney      | ,         |
| VII     | 14 janvier 1973  | Dolphins de MiamiA (2, 1-1)                   | 14–7       | Commanders de WashingtonN (1, 0-1)               | Los Angeles Memorial Coliseum (2) | Los Angeles, Californie (2)         | 90 182     | Tom Bell        | ,         |
| VIII    | 13 janvier 1974  | Dolphins de MiamiA (3, 2-1)                   | 24–7       | Vikings du MinnesotaN (2, 0-2)                   | Rice Stadium                      | Houston, Texas                      | 71 882     | Ben Dreith      | ,         |
| IX      | 12 janvier 1975  | Steelers de PittsburghA (1, 1-0)              | 16–6       | Vikings du MinnesotaN (3, 0-3)                   | Tulane Stadium (3)                | La Nouvelle-Orléans, Louisiane (3)  | 80 997     | Bernie Ulman    | ,         |
| X       | 18 janvier 1976  | Steelers de PittsburghA (2, 2-0)              | 21–17      | Cowboys de DallasN (3, 1-2) [W]                  | Miami Orange Bowl (4)             | Miami, Floride (4)                  | 80 187     | Norm Schachter  | ,         |
| XI      | 9 janvier 1977   | Raiders d'OaklandA (2, 1-1)                   | 32–14      | Vikings du MinnesotaN (4, 0-4)                   | Rose Bowl                         | Pasadena, Californie (3)            | 103 438    | Jim Tunney      | ,         |
| XII     | 15 janvier 1978  | Cowboys de DallasN (4, 2-2)                   | 27–10      | Broncos de DenverA (1, 0-1)                      | Louisiana Superdome               | La Nouvelle-Orléans, Louisiane (4)  | 76 400     | Jim Tunney      | ,         |
| XIII    | 21 janvier 1979  | Steelers de PittsburghA (3, 3-0)              | 35–31      | Cowboys de DallasN (5, 2-3)                      | Miami Orange Bowl (5)             | Miami, Floride (5)                  | 79 484     | Pat Haggerty    | ,         |
| XIV     | 20 janvier 1980  | Steelers de PittsburghA (4, 4-0)              | 31–19      | Rams de Los AngelesN (1, 0-1)                    | Rose Bowl (2),                    | Pasadena, Californie (4)            | 103 985    | Fred Silva      | ,         |
| XV      | 25 janvier 1981  | Raiders d'OaklandA (3, 2-1) [W]               | 27–10      | Eagles de PhiladelphieN (1, 0-1)                 | Louisiana Superdome (2)           | La Nouvelle-Orléans, Louisiane (5)  | 76 135     | Ben Dreith      | ,         |
| XVI     | 24 janvier 1982  | 49ers de San FranciscoN (1, 1-0)              | 26–21      | Bengals de CincinnatiA (1, 0-1)                  | Pontiac Silverdome                | Pontiac, Michigan                   | 81 270     | Pat Haggerty    | ,         |
| XVII    | 30 janvier 1983  | Commanders de WashingtonN (2, 1-1)            | 27–17      | Dolphins de MiamiA (4, 2-2)                      | Rose Bowl (3)                     | Pasadena, Californie (5)            | 103 667    | Jerry Markbreit | ,         |
| XVIII   | 22 janvier 1984  | Raiders de Los AngelesA (4, 3-1)              | 38–9       | Commanders de WashingtonN (3, 1-2)               | Tampa Stadium                     | Tampa, Floride                      | 72 920     | Gene Barth      | ,         |
| XIX     | 20 janvier 1985  | 49ers de San FranciscoN (2, 2-0)              | 38–16      | Dolphins de MiamiA (5, 2-3)                      | Stanford Stadium                  | Stanford, Californie                | 84 059     | Pat Haggerty    | ,         |
| XX      | 26 janvier 1986  | Bears de ChicagoN (1, 1-0)                    | 46–10      | Patriots de la Nouvelle-AngleterreA (1, 0-1) [W] | Louisiana Superdome (3)           | La Nouvelle-Orléans, Louisiane (6)  | 73 818     | Red Cashion     | ,         |
| XXI     | 25 janvier 1987  | Giants de New YorkN (1, 1-0)                  | 39–20      | Broncos de DenverA (2, 0-2)                      | Rose Bowl (4)                     | Pasadena, Californie (6)            | 101 063    | Jerry Markbreit | ,         |
| XXII    | 31 janvier 1988  | Commanders de WashingtonN (4, 2-2)            | 42–10      | Broncos de DenverA (3, 0-3)                      | San Diego–Jack Murphy Stadium     | San Diego, Californie               | 73 302     | Bob McElwee     | ,         |
| XXIII   | 22 janvier 1989  | 49ers de San FranciscoN (3, 3-0)              | 20–16      | Bengals de CincinnatiA (2, 0-2)                  | Joe Robbie Stadium                | Miami Gardens, Floride (6)          | 75 129     | Jerry Seeman    | ,         |
| XXIV    | 28 janvier 1990  | 49ers de San FranciscoN (4, 4-0)              | 55–10      | Broncos de DenverA (4, 0-4)                      | Louisiana Superdome (4)           | La Nouvelle-Orléans, Louisiane (7)  | 72 919     | Dick Jorgensen  | ,         |
| XXV     | 27 janvier 1991  | Giants de New YorkN (2, 2-0)                  | 20–19      | Bills de BuffaloA (1, 0-1)                       | Tampa Stadium (2)                 | Tampa, Floride (2)                  | 73 813     | Jerry Seeman    | ,         |
| XXVI    | 26 janvier 1992  | Commanders de WashingtonN (5, 3-2)            | 37–24      | Bills de BuffaloA (2, 0-2)                       | Metrodome                         | Minneapolis, Minnesota              | 63 130     | Jerry Markbreit | ,         |
| XXVII   | 31 janvier 1993  | Cowboys de DallasN (6, 3-3)                   | 52–17      | Bills de BuffaloA (3, 0-3) [W]                   | Rose Bowl (5)                     | Pasadena, Californie (7)            | 98 374     | Dick Hantak     | ,         |
| XXVIII  | 30 janvier 1994  | Cowboys de DallasN (7, 4-3)                   | 30–13      | Bills de BuffaloA (4, 0-4)                       | Georgia Dome                      | Atlanta, Géorgie                    | 72 817     | Bob McElwee     | ,         |
| XXIX    | 29 janvier 1995  | 49ers de San FranciscoN (5, 5-0)              | 49–26      | Chargers de San DiegoA (1, 0-1)                  | Joe Robbie Stadium (2)            | Miami Gardens, Floride (7)          | 74 107     | Jerry Markbreit | ,         |
| XXX     | 28 janvier 1996  | Cowboys de DallasN (8, 5-3)                   | 27–17      | Steelers de PittsburghA (5, 4-1)                 | Sun Devil Stadium                 | Tempe, Arizona                      | 76 347     | Red Cashion     | ,         |
| XXXI    | 26 janvier 1997  | Packers de Green BayN (3, 3-0)                | 35–21      | Patriots de la Nouvelle-AngleterreA (2, 0-2)     | Louisiana Superdome (5)           | La Nouvelle-Orléans, Louisiane (8)  | 72 301     | Gerry Austin    | ,         |
| XXXII   | 25 janvier 1998  | Broncos de DenverA (5, 1-4)[W]                | 31–24      | Packers de Green BayN (4, 3-1)                   | Qualcomm Stadium (2)              | San Diego, Californie (2)           | 68 912     | Ed Hochuli      | ,         |
| XXXIII  | 31 janvier 1999  | Broncos de DenverA (6, 2-4)                   | 34–19      | Falcons d'AtlantaN (1, 0-1)                      | Pro Player Stadium (3)            | Miami Gardens, Floride (8)          | 74 803     | Bernie Kukar    | ,         |
| XXXIV   | 30 janvier 2000  | Rams de Saint-LouisN (2, 1-1)                 | 23–16      | Titans du TennesseeA (1, 0-1) [W]                | Georgia Dome (2)                  | Atlanta, Géorgie (2)                | 72 625     | Bob McElwee     | ,         |
| XXXV    | 28 janvier 2001  | Ravens de BaltimoreA (1, 1-0) [W]             | 34–7       | Giants de New YorkN (3, 2-1)                     | Raymond James Stadium             | Tampa, Floride (3)                  | 71 921     | Gerry Austin    | ,         |
| XXXVI   | 3 février 2002   | Patriots de la Nouvelle-AngleterreA (3, 1-2)  | 20–17      | Rams de Saint-LouisN (3, 1-2)                    | Louisiana Superdome (6)           | La Nouvelle-Orléans, Louisiane (9)  | 72 922     | Bernie Kukar    | ,         |
| XXXVII  | 26 janvier 2003  | Buccaneers de Tampa BayN (1, 1-0)             | 48–21      | Raiders d'OaklandA (5, 3-2)                      | Qualcomm Stadium (3)              | San Diego, Californie (3)           | 67 603     | Bill Carollo    | ,         |
| XXXVIII | 1er février 2004 | Patriots de la Nouvelle-AngleterreA (4, 2-2)  | 32–29      | Panthers de la CarolineN (1, 0-1)                | Reliant Stadium                   | Houston, Texas (2)                  | 71 525     | Ed Hochuli      | ,         |
| XXXIX   | 6 février 2005   | Patriots de la Nouvelle-AngleterreA (5, 3-2)  | 24–21      | Eagles de PhiladelphieN (2, 0-2)                 | Alltel Stadium                    | Jacksonville (Floride), Floride     | 78 125     | Terry McAulay   | ,         |
| XL      | 5 février 2006   | Steelers de PittsburghA (6, 5-1) [W]          | 21–10      | Seahawks de SeattleN (1, 0-1)                    | Ford Field                        | Détroit, Michigan (2)               | 68 206     | Bill Leavy      | ,         |
| XLI     | 4 février 2007   | Colts d'IndianapolisA (3, 2-1)                | 29–17      | Bears de ChicagoN (2, 1-1)                       | Dolphin Stadium (4)               | Miami Gardens, Floride (9)          | 74 512     | Tony Corrente   | ,         |
| XLII    | 3 février 2008   | Giants de New YorkN (4, 3-1) [W]              | 17–14      | Patriots de la Nouvelle-AngleterreA (6, 3-3)     | University of Phoenix Stadium     | Glendale, Arizona (2)               | 71 101     | Mike Carey      | ,         |
| XLIII   | 1er février 2009 | Steelers de PittsburghA (7, 6-1)              | 27–23      | Cardinals de l'ArizonaN (1, 0-1)                 | Raymond James Stadium (2)         | Tampa, Floride (4)                  | 70 774     | Terry McAulay   | ,         |
| XLIV    | 7 février 2010   | Saints de La Nouvelle-OrléansN (1, 1-0)       | 31–17      | Colts d'IndianapolisA (4, 2-2)                   | Sun Life Stadium (5)              | Miami Gardens, Floride (10)         | 74 059     | Scott Green     | ,         |
| XLV     | 6 février 2011   | Packers de Green BayN (5, 4-1) [W]            | 31–25      | Steelers de PittsburghA (8, 6-2)                 | Cowboys Stadium                   | Arlington, Texas                    | 103 219    | Walt Anderson   | ,         |
| XLVI    | 5 février 2012   | Giants de New YorkN (5, 4-1)                  | 21–17      | Patriots de la Nouvelle-AngleterreA (7, 3-4)     | Lucas Oil Stadium                 | Indianapolis, Indiana               | 68 658     | John Parry      | ,         |
| XLVII   | 3 février 2013   | Ravens de BaltimoreA (2, 2-0)                 | 34–31      | 49ers de San FranciscoN (6, 5-1)                 | Mercedes-Benz Superdome (7)       | La Nouvelle-Orléans, Louisiane (10) | 71 024     | Jerome Boger    | ,         |
| XLVIII  | 2 février 2014   | Seahawks de SeattleN (2, 1-1)                 | 43–8       | Broncos de DenverA (7, 2-5)                      | MetLife Stadium                   | East Rutherford, New Jersey         | 82 529     | Terry McAulay   | ,         |
| XLIX    | 1er février 2015 | Patriots de la Nouvelle-AngleterreA (8, 4-4)  | 28–24      | Seahawks de SeattleN (3, 1-2)                    | University of Phoenix Stadium (2) | Glendale, Arizona (3)               | 70 288     | Bill Vinovich   | ,         |
| 50      | 7 février 2016   | Broncos de DenverA (8, 3-5)                   | 24–10      | Panthers de la CarolineN (2, 0-2)                | Levi's Stadium                    | Santa Clara (Californie) (2)        | 71 088     | Clete Blakeman  | ,         |
| LI      | 5 février 2017   | Patriots de la Nouvelle-AngleterreA (9, 5-4)  | 34–28 (OT) | Falcons d'AtlantaN (2, 0-2)                      | NRG Stadium (2)                   | Houston, Texas (3)                  | 70,807     | Carl Cheffers   | ,         |
| LII     | 4 février 2018   | Eagles de PhiladelphieN (3, 1-2)              | 41–33      | Patriots de la Nouvelle-AngleterreA (10, 5-5)    | U.S. Bank Stadium                 | Minneapolis, Minnesota (2)          | 67 612     | Gene Steratore  | ,         |
| LIII    | 3 février 2019   | Patriots de la Nouvelle-AngleterreA (11, 6-5) | 13–3       | Rams de Los AngelesN (4, 1-3)                    | Mercedes-Benz Stadium             | Atlanta, Géorgie (3)                | 70 081     | John Parry      | ,         |
| LIV     | 2 février 2020   | Chiefs de Kansas CityA (3, 2-1)               | 31–20      | 49ers de San FranciscoN (7, 5-2)                 | Hard Rock Stadium (6)             | Miami Gardens, Floride (11)         | 62 417     | Bill Vinovich   | ,         |
| LV      | 7 février 2021   | Buccaneers de Tampa BayN (2, 2-0) [W]         | 31–9       | Chiefs de Kansas CityA (4, 2-2)                  | Raymond James Stadium (3)         | Tampa, Floride (5)                  | 24 835     | Carl Cheffers   | ,         |
| LVI     | 13 février 2022  | Rams de Los AngelesN (5, 2-3)                 | 23–20      | Bengals de CincinnatiA (3, 0-3)                  | SoFi Stadium                      | Inglewood, Californie (8)           | 70 048     | Ron Torbert     | ,         |
| LVII    | 12 février 2023  | Chiefs de Kansas CityA (5, 3-2)               | 38–35      | Eagles de PhiladelphieN (4, 1-3)                 | State Farm Stadium (3)            | Glendale, Arizona (4)               | 67 827     | Carl Cheffers   | [ 80 ]    |
| LVIII   | 11 février 2024  | Chiefs de Kansas CityA (6, 4-2)               | 25–22 (OT) | 49ers de San FranciscoN (8, 5-3)                 | Allegiant Stadium                 | Paradise, Nevada                    | 61 629     | Bill Vinovich   | ,         |
| LIX     | 9 février 2025   | Eagles de PhiladelphieN (5, 2-3)              | 40–22      | Chiefs de Kansas CityA (7, 4-3)                  | Caesars Superdome (8)             | La Nouvelle-Orléans, Louisiane (11) | 73 208     | Ron Torbert     | [ 82 ]    |

W  Indique une équipe qui a participé aux séries éliminatoires en tant qu'équipe wild card (plutôt qu'en remportant une division).

### Prochaines éditions
| Super Bowl | Date            | Saison | Visiteurs              | Locaux                  | Stade                     | Ville                      | Réf.   |
| ---------- | --------------- | ------ | ---------------------- | ----------------------- | ------------------------- | -------------------------- | ------ |
| LX         | 8 février 2026  | 2025   | Champions NFC 2025-26N | AFC champion 2025–26A   | Levi's Stadium (2)        | Santa Clara,Californie (3) | [ 83 ] |
| LXI        | 14 février 2027 | 2026   | Champions AFC 2026–27A | NFC champion 2026–27N   | SoFi Stadium (2)          | Inglewood, Californie (9)  | [ 84 ] |
| LXII       | février 2028    | 2027   | Champions NFC 2027–28N | Champions AFC 2027–28 A | Mercedes-Benz Stadium (2) | Atlanta, Géorgie (4)       | [ 85 ] |